# BugMeNot

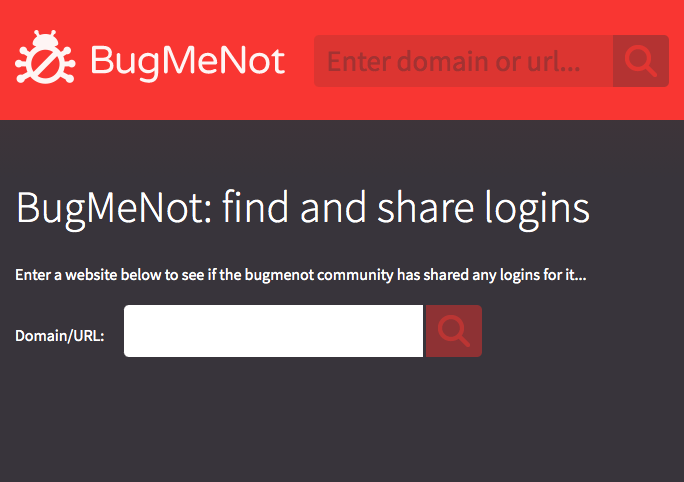
BugMeNot, Screenshot

BugMeNot (frei übersetzt: NervMichNicht) ist ein Online-Dienst, der kostenlos Benutzernamen und Passwörter für registrierungspflichtige Websiteinhalte anbietet, ohne dass sich der Benutzer registrieren muss. BugMeNot wurde im August 2003 von einer anonymen Person gegründet und gestartet, weil immer mehr Websites eine Registrierung erforderten.

## Benutzung dieses Dienstes
Man kann neue kostenlose Accounts dem Angebot hinzufügen. Die Nutzer werden ermutigt, anonyme Wegwerf-E-Mail-Konten wie beispielsweise von Spamgourmet zum Erstellen solcher Accounts zu nutzen. Es ist nicht möglich, Accounts für Bezahlwebseiten hinzuzufügen.
BugMeNot stellt ein Bookmarklet zur Verfügung, um den Zugriff zum Onlinedienst einfacher zu handhaben. Das Bookmarklet wird von jedem Webbrowser unterstützt. Es existieren auch Erweiterungen für den Internet Explorer und Mozilla Firefox. Für Opera gibt es ein Bugmenot-Widget.

### Opt-out-Lösung
Websitebesitzer können ihre Website vom BugMeNot-System ausschließen, wenn mindestens eines der folgenden Kriterien erfüllt ist:
- Die Website ist Pay-per-View und der Benutzer muss für die Anzeige bezahlen.
- Die Anmeldung ist erforderlich, um Inhalte der Website zu ändern, aber nicht zum Betrachten der Website (zum Beispiel Wikipedia).[3]
- Benutzerkonten enthalten Kontodaten oder ähnliches (zum Beispiel Electronic-Banking-Websites, eBay oder Amazon).

Es ist keine Option vorhanden, eine einmal gesperrte Website wieder zu aktivieren, wenn eine Seite nicht mehr den Sperrkriterien entspricht oder nie entsprochen hat.
Aufgrund dieser Einschränkung ist der Dienst inzwischen für einen Großteil der bekannten Seiten unbrauchbar geworden.

## Zwischenzeitliche Seitensperrung und Wiederauferstehung
Fast exakt ein Jahr nach der Gründung wurde BugMeNot temporär vom Hosting-Provider gesperrt. Der Ersteller glaubt, dass der Provider dem Druck von diversen Websites nachgegeben hat, obwohl der Provider meint, dass der Dienst seine Server wiederholt abstürzen ließ.
Kurz darauf wurde die Domain bugmenot.com zu einem anderen Provider transferiert, jedoch wurden die Besucher, bevor die Seite wieder online war, ohne das Wissen oder die Einwilligung des Besitzers auf rassistische oder faschistische Seiten weitergeleitet. Die Seite wechselte erneut den Provider.
Kurz nach der Wiederkehr von BugMeNot wurde berichtet, dass einige Nachrichtenseiten versuchten, Benutzerkonten, die auf BugMeNot.com veröffentlicht wurden, zu sperren. Im August 2008 war die Seite wieder für einige Wochen nicht erreichbar.

## Ähnliche Dienste
- Die Betreiber von BugMeNot erweiterten das „MeNot“-System im Oktober 2006, indem sie RetailMeNot einführten. Dieser Dienst bietet das Finden und Teilen von Onlinegutscheinen an.
- Ab November 2007 bot BugMeNot einen Dienst für Wegwerf-E-Mail-Adressen an.
- Seit Januar 2008 gab es das Online-PDF-Anzeigeprogramm PdfMeNot. Es konnten auch Links auf diesen Dienst gesetzt und PDF-Dateien hochgeladen werden. Der Dienst wurde in Google Drive integriert, das ebenfalls einen Online-PDF-Viewer besitzt.
- Seit Juni 2008 gibt es OurSignal – ein Anzeigeprogramm für Social Bookmarks.